# Hacıpaşa, Altınözü
Hacıpaşa là một thị trấn thuộc huyện Altınözü, tỉnh Hatay, Thổ Nhĩ Kỳ. Dân số thời điểm năm 2011 là 3.01 người.